# 菊地敬一
菊地敬一（きくち けいいち、1948年2月12日 - ）は、日本の実業家。ヴィレッジヴァンガード代表取締役会長。

## 略歴
1948年、北海道新得町生まれ。北海道新得高等学校、青山学院大学法学部を卒業。大学生時代は、当時流行していた全共闘運動には関わらず、大学生活が面白くないと休学や留年をしたり、あまり勉強せず各種のアルバイトと雀荘とジャズ喫茶通いと、山登りを繰り返していたと言う。一時期、青山学院大学を中退して報道カメラマンになろうと写真の専門学校に行こうとした事もあったが父親の反対で、断念している。大学卒業後、先物取引の会社や運送会社の事務などの職を得るがいずれも長続きせず、東京の日本実業出版社に営業職として勤務する。担当業務は直販のセールスであり、飛び込み営業がメインだった。
結婚してすぐ、出版社の先輩であった大和田康司が脱サラして1977年より経営していた「ブックショップ大和田」（愛知県名古屋市名東区）に誘われ入社。唯一の従業員であり、飛び込み営業の経験を活かして自転車での一般家庭への外商を行った。1980年に2号店の新宿店店長を任され、店舗運営のノウハウを学んだ。士郎正宗『アップルシード』のようなマイナーコミックを大量入荷するなど実験的な店舗運営を行った。
菊地は先輩でもある大和田康司の事を尊敬する人物としており、「ブックショップ大和田」に誘われて働いて「大好きな本を売るのがこんなにも楽しいとは天職だと思った」と言い、熱心なクリスチャンでもある大和田は理想主義的な考えを持つ人物で「言葉の端々にそれを感じた」と菊地は大和田の事を誉め称えていた。
その後独立して名古屋で書店を開く為、北海道にいた妻と娘を名古屋に呼び寄せ、住んでいた分譲マンションを売り、妻の貯金と親から借りたお金と国の独立開業融資金など開業資金2000万円を集め、名古屋市天白区の農業用倉庫を改築した「ヴィレッジヴァンガード」1号店を1986年に開店。1988年に名古屋市名東区にて有限会社「ヴィレッジヴァンガード」を設立。1998年に株式会社化し、2003年にジャスダックに上場。
本社がある愛知県長久手市に在住。
趣味は読書で、ジャズ（ソニー・ロリンズやビル・エバンスのファン）や登山、落語、1950年代～1960年代のオールディーズなどの洋楽やクラシックカーなどの古い外車も好きで、また矢沢永吉の大ファンでもあり、名古屋の矢沢永吉のファンクラブのスペシャル会員でもある。

## 著書
- 新風舎文庫『ヴィレッジ・ヴァンガードで休日を』

## 関連図書
- 永江朗『菊地君の本屋　ヴィレッジヴァンガード物語』